# Arturo Mina
Arturo Rafael Mina Meza (Río Verde, 8 ottobre 1990) è un calciatore ecuadoriano, difensore svincolato.

## Carriera

### Club
Fino al 2016 ha sempre giocato nel campionato di casa. Nell'estate del 2016, dopo aver giocato e perso la finale di Coppa Libertadores con l'Independiente del Valle, si trasferisce in Argentina al River Plate.

### Nazionale
Dopo aver esordito in nazionale nel 2014, viene convocato per la Copa América Centenario negli Stati Uniti.

## Palmares

### Club

#### Competizioni Nazionali
- Coppa d'Argentina: 1

River Plate: 2015-2016

#### Competizioni Internazionali
- Recopa Sudamericana: 1

River Plate: 2016